# Palmarès du simple dames des Internationaux de France
Pour un article plus général, voir Internationaux de France de tennis.
Cet article présente le palmarès du simple dames des Internationaux de France depuis la première apparition en 1897 d'un tableau de simple féminin au Championnat de France de tennis, précurseur des actuels Internationaux de France de tennis, l'un des tournois du Grand Chelem.

## Palmarès
| No                                | Date       | Nom et lieu du tournoi                                  | Catégorie                                               | Dotation                                                | Surface                                                 | Vainqueure                                              | Finaliste                                               | Score                                                   |                                                         |
| --------------------------------- | ---------- | ------------------------------------------------------- | ------------------------------------------------------- | ------------------------------------------------------- | ------------------------------------------------------- | ------------------------------------------------------- | ------------------------------------------------------- | ------------------------------------------------------- | ------------------------------------------------------- |
| Championnat de France             |            |                                                         |                                                         |                                                         |                                                         |                                                         |                                                         |                                                         |                                                         |
| 1                                 | 23-06-1897 |                                                         |                                                         | NC                                                      | NC                                                      | Adine Masson                                            | P. Girod                                                | 6-3, 6-1                                                | Tableau                                                 |
| 2                                 | ??-05-1898 | Championnat de France, Paris                            |                                                         | NC                                                      | Terre (ext.)                                            | Adine Masson                                            | [ 2 ]                                                   | NC                                                      | Tableau                                                 |
| 3                                 | ??-05-1899 | Championnat de France, Paris                            |                                                         | NC                                                      | Terre (ext.)                                            | Adine Masson                                            | [ 2 ]                                                   | NC                                                      | Tableau                                                 |
| 4                                 | ??-05-1900 | Championnat de France, Paris                            |                                                         | NC                                                      | Terre (ext.)                                            | Paule Yvonne Prévost                                    | [ 2 ]                                                   | NC                                                      | Tableau                                                 |
| 5                                 | ??-05-1901 | Championnat de France, Paris                            |                                                         | NC                                                      | Terre (ext.)                                            | P. Girod                                                | Mme Leroux                                              | 6-1, 6-1                                                | Tableau                                                 |
| 6                                 | 18-06-1902 | Championnat de France, Paris                            |                                                         | NC                                                      | Terre (ext.)                                            | Adine Masson                                            | P. Girod                                                | 6-0, 6-1                                                | Tableau                                                 |
| 7                                 | ??-05-1903 | Championnat de France, Paris                            |                                                         | NC                                                      | Terre (ext.)                                            | Adine Masson                                            | Kate Gillou                                             | 6-0, 6-8, 6-0                                           | Tableau                                                 |
| 8                                 | ??-05-1904 | Championnat de France, Paris                            |                                                         | NC                                                      | Terre (ext.)                                            | Kate Gillou                                             | Adine Masson                                            | NC                                                      | Tableau                                                 |
| 9                                 | ??-05-1905 | Championnat de France, Paris                            |                                                         | NC                                                      | Terre (ext.)                                            | Kate Gillou                                             | Yvonne de Pfeffel                                       | 6-0, 11-9                                               | Tableau                                                 |
| 10                                | ??-05-1906 | Championnat de France, Paris                            |                                                         | NC                                                      | Terre (ext.)                                            | Kate Gillou                                             | Virginia MacVeagh                                       | NC                                                      | Tableau                                                 |
| 11                                | ??-05-1907 | Championnat de France, Paris                            |                                                         | NC                                                      | Terre (ext.)                                            | Thérèse de Kermel                                       | Catherine d'Elva                                        | 6-1, ab.                                                | Tableau                                                 |
| 12                                | ??-05-1908 | Championnat de France, Paris                            |                                                         | NC                                                      | Terre (ext.)                                            | Kate Gillou                                             | A. Péan                                                 | 6-2, 6-2                                                | Tableau                                                 |
| 13                                | ??-05-1909 | Championnat de France, Bordeaux                         |                                                         | NC                                                      | Terre (ext.)                                            | Jeanne Matthey                                          | Abeille Villard-Gallay                                  | 10-8, 6-4                                               | Tableau                                                 |
| 14                                | ??-05-1910 | Championnat de France, Paris                            | challenge round                                         | NC                                                      | Terre (ext.)                                            | Jeanne Matthey                                          | Germaine Golding                                        | 1-6, 6-1, 9-7                                           | Tableau                                                 |
| 15                                | ??-05-1911 | Championnat de France, Paris                            | challenge round                                         | NC                                                      | Terre (ext.)                                            | Jeanne Matthey                                          | Marguerite Broquedis                                    | 6-2, 7-5                                                | Tableau                                                 |
| 16                                | ??-05-1912 | Championnat de France, Paris                            | challenge round                                         | NC                                                      | Terre (ext.)                                            | Jeanne Matthey                                          | Marie Danet                                             | 6-2, 7-5                                                | Tableau                                                 |
| 17                                | ??-05-1913 | Championnat de France, Paris                            | challenge round                                         | NC                                                      | Terre (ext.)                                            | Marguerite Broquedis                                    | Jeanne Matthey                                          | 6-3, 6-3                                                | Tableau                                                 |
| 18                                | 17-06-1914 | Championnat de France, Paris                            | challenge round                                         | NC                                                      | Terre (ext.)                                            | Marguerite Broquedis                                    | Suzanne Lenglen                                         | 5-7, 6-4, 6-3                                           | Tableau                                                 |
|                                   | 1915-1919  | Pas de tournoi en raison de la Première guerre mondiale | Pas de tournoi en raison de la Première guerre mondiale | Pas de tournoi en raison de la Première guerre mondiale | Pas de tournoi en raison de la Première guerre mondiale | Pas de tournoi en raison de la Première guerre mondiale | Pas de tournoi en raison de la Première guerre mondiale | Pas de tournoi en raison de la Première guerre mondiale | Pas de tournoi en raison de la Première guerre mondiale |
| 19                                | 05-06-1920 | Championnat de France, Paris                            | challenge round                                         | NC                                                      | Terre (ext.)                                            | Suzanne Lenglen                                         | Marguerite Broquedis                                    | 6-1, 7-5                                                | Tableau                                                 |
| 20                                | 12-05-1921 | Championnat de France, Paris                            | challenge round                                         | NC                                                      | Terre (ext.)                                            | Suzanne Lenglen                                         | Germaine Golding                                        | Forfait                                                 | Tableau                                                 |
| 21                                | 03-06-1922 | Championnat de France, Paris                            | challenge round                                         | NC                                                      | Terre (ext.)                                            | Suzanne Lenglen                                         | Germaine Golding                                        | 6-4, 6-0                                                | Tableau                                                 |
| 22                                | ??-05-1923 | Championnat de France, Paris                            |                                                         | NC                                                      | Terre (ext.)                                            | Suzanne Lenglen                                         | Germaine Golding                                        | 6-1, 6-4                                                | Tableau                                                 |
| 23                                | ??-05-1924 | Championnat de France, Paris                            |                                                         | NC                                                      | Terre (ext.)                                            | Julie Vlasto                                            | Jeanne Vaussard                                         | 6-2, 6-3                                                | Tableau                                                 |
| Internationaux de France amateurs |            |                                                         |                                                         |                                                         |                                                         |                                                         |                                                         |                                                         |                                                         |
| 24                                | 27-05-1925 | Internationaux de France, Paris                         | G. Chelem                                               | NC                                                      | Terre (ext.)                                            | Suzanne Lenglen                                         | Kitty McKane                                            | 6-1, 6-2                                                | Tableau                                                 |
| 25                                | 02-06-1926 | Internationaux de France, Paris                         | G. Chelem                                               | NC                                                      | Terre (ext.)                                            | Suzanne Lenglen                                         | Mary Kendall Browne                                     | 6-1, 6-0                                                | Tableau                                                 |
| 26                                | 24-05-1927 | Internationaux de France, Paris                         | G. Chelem                                               | NC                                                      | Terre (ext.)                                            | Cornelia Bouman                                         | Irene Bowder                                            | 6-2, 6-4                                                | Tableau                                                 |
| 27                                | 20-05-1928 | Internationaux de France, Paris                         | G. Chelem                                               | NC                                                      | Terre (ext.)                                            | Helen Wills                                             | Eileen Bennett                                          | 6-1, 6-2                                                | Tableau                                                 |
| 28                                | 20-05-1929 | Internationaux de France, Paris                         | G. Chelem                                               | NC                                                      | Terre (ext.)                                            | Helen Wills                                             | Simonne Mathieu                                         | 6-3, 6-4                                                | Tableau                                                 |
| 29                                | 15-05-1930 | Internationaux de France, Paris                         | G. Chelem                                               | NC                                                      | Terre (ext.)                                            | Helen Wills                                             | Helen Jacobs                                            | 6-2, 6-1                                                | Tableau                                                 |
| 30                                | 25-05-1931 | Internationaux de France, Paris                         | G. Chelem                                               | NC                                                      | Terre (ext.)                                            | Cilly Aussem                                            | Betty Nuthall                                           | 8-6, 6-1                                                | Tableau                                                 |
| 31                                | 22-05-1932 | Internationaux de France, Paris                         | G. Chelem                                               | NC                                                      | Terre (ext.)                                            | Helen Wills                                             | Simonne Mathieu                                         | 7-5, 6-1                                                | Tableau                                                 |
| 32                                | 22-05-1933 | Internationaux de France, Paris                         | G. Chelem                                               | NC                                                      | Terre (ext.)                                            | Margaret Scriven                                        | Simonne Mathieu                                         | 6-2, 4-6, 6-4                                           | Tableau                                                 |
| 33                                | 23-05-1934 | Internationaux de France, Paris                         | G. Chelem                                               | NC                                                      | Terre (ext.)                                            | Margaret Scriven                                        | Helen Jacobs                                            | 7-5, 4-6, 6-1                                           | Tableau                                                 |
| 34                                | 20-05-1935 | Internationaux de France, Paris                         | G. Chelem                                               | NC                                                      | Terre (ext.)                                            | Hilde Sperling                                          | Simonne Mathieu                                         | 6-2, 6-1                                                | Tableau                                                 |
| 35                                | 19-05-1936 | Internationaux de France, Paris                         | G. Chelem                                               | NC                                                      | Terre (ext.)                                            | Hilde Sperling                                          | Simonne Mathieu                                         | 6-3, 6-4                                                | Tableau                                                 |
| 36                                | 18-05-1937 | Internationaux de France, Paris                         | G. Chelem                                               | NC                                                      | Terre (ext.)                                            | Hilde Sperling                                          | Simonne Mathieu                                         | 6-2, 6-4                                                | Tableau                                                 |
| 37                                | 02-06-1938 | Internationaux de France, Paris                         | G. Chelem                                               | NC                                                      | Terre (ext.)                                            | Simonne Mathieu                                         | Nelly Adamson                                           | 6-0, 6-3                                                | Tableau                                                 |
| 38                                | 08-06-1939 | Internationaux de France, Paris                         | G. Chelem                                               | NC                                                      | Terre (ext.)                                            | Simonne Mathieu                                         | Jadwiga Jędrzejowska                                    | 6-3, 8-6                                                | Tableau                                                 |
|                                   | 1940-1945  | Pas de tournoi en raison de la Seconde guerre mondiale  | Pas de tournoi en raison de la Seconde guerre mondiale  | Pas de tournoi en raison de la Seconde guerre mondiale  | Pas de tournoi en raison de la Seconde guerre mondiale  | Pas de tournoi en raison de la Seconde guerre mondiale  | Pas de tournoi en raison de la Seconde guerre mondiale  | Pas de tournoi en raison de la Seconde guerre mondiale  | Pas de tournoi en raison de la Seconde guerre mondiale  |
| 39                                | 18-07-1946 | Internationaux de France, Paris                         | G. Chelem                                               | NC                                                      | Terre (ext.)                                            | Margaret Osborne                                        | Pauline Betz                                            | 1-6, 8-6, 7-5                                           | Tableau                                                 |
| 40                                | 14-07-1947 | Internationaux de France, Paris                         | G. Chelem                                               | NC                                                      | Terre (ext.)                                            | Patricia Canning Todd                                   | Doris Hart                                              | 6-3, 3-6, 6-4                                           | Tableau                                                 |
| 41                                | 19-05-1948 | Internationaux de France, Paris                         | G. Chelem                                               | NC                                                      | Terre (ext.)                                            | Nelly Adamson                                           | Shirley Fry                                             | 6-2, 0-6, 6-0                                           | Tableau                                                 |
| 42                                | 18-05-1949 | Internationaux de France, Paris                         | G. Chelem                                               | NC                                                      | Terre (ext.)                                            | Margaret Osborne                                        | Nelly Adamson                                           | 7-5, 6-2                                                | Tableau                                                 |
| 43                                | 24-05-1950 | Internationaux de France, Paris                         | G. Chelem                                               | NC                                                      | Terre (ext.)                                            | Doris Hart                                              | Patricia Canning Todd                                   | 6-4, 4-6, 6-2                                           | Tableau                                                 |
| 44                                | 23-05-1951 | Internationaux de France, Paris                         | G. Chelem                                               | NC                                                      | Terre (ext.)                                            | Shirley Fry                                             | Doris Hart                                              | 6-3, 3-6, 6-3                                           | Tableau                                                 |
| 45                                | 20-05-1952 | Internationaux de France, Paris                         | G. Chelem                                               | NC                                                      | Terre (ext.)                                            | Doris Hart                                              | Shirley Fry                                             | 6-4, 6-4                                                | Tableau                                                 |
| 46                                | 20-05-1953 | Internationaux de France, Paris                         | G. Chelem                                               | NC                                                      | Terre (ext.)                                            | Maureen Connolly                                        | Doris Hart                                              | 6-2, 6-4                                                | Tableau                                                 |
| 47                                | 17-05-1954 | Internationaux de France, Paris                         | G. Chelem                                               | NC                                                      | Terre (ext.)                                            | Maureen Connolly                                        | Ginette Bucaille                                        | 6-4, 6-1                                                | Tableau                                                 |
| 48                                | 23-05-1955 | Internationaux de France, Paris                         | G. Chelem                                               | NC                                                      | Terre (ext.)                                            | Angela Mortimer                                         | Dorothy Head                                            | 2-6, 7-5, 10-8                                          | Tableau                                                 |
| 49                                | 15-05-1956 | Internationaux de France, Paris                         | G. Chelem                                               | NC                                                      | Terre (ext.)                                            | Althea Gibson                                           | Angela Mortimer                                         | 6-0, 12-10                                              | Tableau                                                 |
| 50                                | 20-05-1957 | Internationaux de France, Paris                         | G. Chelem                                               | NC                                                      | Terre (ext.)                                            | Shirley Bloomer                                         | Dorothy Head                                            | 6-1, 6-3                                                | Tableau                                                 |
| 51                                | 20-05-1958 | Internationaux de France, Paris                         | G. Chelem                                               | NC                                                      | Terre (ext.)                                            | Zsuzsa Körmöczy                                         | Shirley Bloomer                                         | 6-4, 1-6, 6-2                                           | Tableau                                                 |
| 52                                | 19-05-1959 | Internationaux de France, Paris                         | G. Chelem                                               | NC                                                      | Terre (ext.)                                            | Christine Truman                                        | Zsuzsa Körmöczy                                         | 6-4, 7-5                                                | Tableau                                                 |
| 53                                | 17-05-1960 | Internationaux de France, Paris                         | G. Chelem                                               | NC                                                      | Terre (ext.)                                            | Darlene Hard                                            | Yola Ramírez                                            | 6-3, 6-4                                                | Tableau                                                 |
| 54                                | 15-05-1961 | Internationaux de France, Paris                         | G. Chelem                                               | NC                                                      | Terre (ext.)                                            | Ann Haydon-Jones                                        | Yola Ramírez                                            | 6-2, 6-1                                                | Tableau                                                 |
| 55                                | 21-05-1962 | Internationaux de France, Paris                         | G. Chelem                                               | NC                                                      | Terre (ext.)                                            | Margaret Smith                                          | Lesley Turner                                           | 6-3, 3-6, 7-5                                           | Tableau                                                 |
| 56                                | 13-05-1963 | Internationaux de France, Paris                         | G. Chelem                                               | NC                                                      | Terre (ext.)                                            | Lesley Turner                                           | Ann Haydon-Jones                                        | 2-6, 6-3, 7-5                                           | Tableau                                                 |
| 57                                | 18-05-1964 | Internationaux de France, Paris                         | G. Chelem                                               | NC                                                      | Terre (ext.)                                            | Margaret Smith                                          | Maria Bueno                                             | 5-7, 6-1, 6-2                                           | Tableau                                                 |
| 58                                | 17-05-1965 | Internationaux de France, Paris                         | G. Chelem                                               | NC                                                      | Terre (ext.)                                            | Lesley Turner                                           | Margaret Smith                                          | 6-3, 6-4                                                | Tableau                                                 |
| 59                                | 23-05-1966 | Internationaux de France, Paris                         | G. Chelem                                               | NC                                                      | Terre (ext.)                                            | Ann Haydon-Jones                                        | Nancy Richey                                            | 6-3, 6-1                                                | Tableau                                                 |
| 60                                | 22-05-1967 | Internationaux de France, Paris                         | G. Chelem                                               | NC                                                      | Terre (ext.)                                            | Françoise Dürr                                          | Lesley Turner                                           | 4-6, 6-3, 6-4                                           | Tableau                                                 |
| Internationaux de France (Open)   |            |                                                         |                                                         |                                                         |                                                         |                                                         |                                                         |                                                         |                                                         |
| 61                                | 27-05-1968 | Internationaux de France, Paris                         | G. Chelem                                               | NC                                                      | Terre (ext.)                                            | Nancy Richey                                            | Ann Haydon-Jones                                        | 5-7, 6-4, 6-1                                           | Tableau                                                 |
| 62                                | 26-05-1969 | Internationaux de France, Paris                         | G. Chelem                                               | NC                                                      | Terre (ext.)                                            | Margaret Smith Court                                    | Ann Haydon-Jones                                        | 6-1, 4-6, 6-3                                           | Tableau                                                 |
| 63                                | 26-05-1970 | Internationaux de France, Paris                         | G. Chelem                                               | NC                                                      | Terre (ext.)                                            | Margaret Smith Court                                    | Helga Masthoff                                          | 6-2, 6-4                                                | Tableau                                                 |
| 64                                | 24-05-1971 | Roland-Garros, Paris                                    | G. Chelem                                               | NC                                                      | Terre (ext.)                                            | Evonne Goolagong                                        | Helen Gourlay                                           | 6-3, 7-5                                                | Tableau                                                 |
| 65                                | 22-05-1972 | Roland-Garros, Paris                                    | G. Chelem                                               | NC                                                      | Terre (ext.)                                            | Billie Jean King                                        | Evonne Goolagong                                        | 6-3, 6-3                                                | Tableau                                                 |
| 66                                | 21-05-1973 | Roland-Garros, Paris                                    | G. Chelem                                               | NC                                                      | Terre (ext.)                                            | Margaret Smith Court                                    | Chris Evert                                             | 6-7, 7-6, 6-4                                           | Tableau                                                 |
| 67                                | 03-06-1974 | Roland-Garros, Paris                                    | G. Chelem                                               | NC                                                      | Terre (ext.)                                            | Chris Evert                                             | Olga Morozova                                           | 6-1, 6-2                                                | Tableau                                                 |
| 68                                | 02-06-1975 | Roland-Garros, Paris                                    | G. Chelem                                               | NC                                                      | Terre (ext.)                                            | Chris Evert                                             | Martina Navrátilová                                     | 2-6, 6-2, 6-1                                           | Tableau                                                 |
| 69                                | 31-05-1976 | Roland-Garros, Paris                                    | G. Chelem                                               | NC                                                      | Terre (ext.)                                            | Sue Barker                                              | Renáta Tomanová                                         | 6-2, 0-6, 6-2                                           | Tableau                                                 |
| 70                                | 23-05-1977 | Roland-Garros, Paris                                    | G. Chelem                                               | 35 000 $                                                | Terre (ext.)                                            | Mima Jaušovec                                           | Florenta Mihai                                          | 6-2, 6-7, 6-1                                           | Tableau                                                 |
| 71                                | 29-05-1978 | Roland-Garros, Paris                                    | G. Chelem                                               | 337 000 $                                               | Terre (ext.)                                            | Virginia Ruzici                                         | Mima Jaušovec                                           | 6-2, 6-2                                                | Tableau                                                 |
| 72                                | 28-05-1979 | Roland-Garros, Paris                                    | G. Chelem                                               | 375 000 $                                               | Terre (ext.)                                            | Chris Evert                                             | Wendy Turnbull                                          | 6-2, 6-0                                                | Tableau                                                 |
| 73                                | 26-05-1980 | Roland-Garros, Paris                                    | G. Chelem                                               | 250 000 $                                               | Terre (ext.)                                            | Chris Evert                                             | Virginia Ruzici                                         | 6-0, 6-3                                                | Tableau                                                 |
| 74                                | 25-05-1981 | Roland-Garros, Paris                                    | G. Chelem                                               | 300 000 $                                               | Terre (ext.)                                            | Hana Mandlíková                                         | Sylvia Hanika                                           | 6-2, 6-4                                                | Tableau                                                 |
| 75                                | 24-05-1982 | Roland-Garros, Paris                                    | G. Chelem                                               | 367 500 $                                               | Terre (ext.)                                            | Martina Navrátilová                                     | Andrea Jaeger                                           | 7-66, 6-1                                               | Tableau                                                 |
| 76                                | 23-05-1983 | Roland-Garros, Paris                                    | G. Chelem                                               | 350 000 $                                               | Terre (ext.)                                            | Chris Evert                                             | Mima Jaušovec                                           | 6-1, 6-2                                                | Tableau                                                 |
| 77                                | 28-05-1984 | Roland-Garros, Paris                                    | G. Chelem                                               | 680 000 $                                               | Terre (ext.)                                            | Martina Navrátilová                                     | Chris Evert                                             | 6-3, 6-1                                                | Tableau                                                 |
| 78                                | 27-05-1985 | Roland-Garros, Paris                                    | G. Chelem                                               | 800 000 $                                               | Terre (ext.)                                            | Chris Evert                                             | Martina Navrátilová                                     | 6-3, 6-74, 7-5                                          | Tableau                                                 |
| 79                                | 26-05-1986 | Roland-Garros, Paris                                    | G. Chelem                                               | 930 000 $                                               | Terre (ext.)                                            | Chris Evert                                             | Martina Navrátilová                                     | 2-6, 6-3, 6-3                                           | Tableau                                                 |
| 80                                | 25-05-1987 | Roland-Garros, Paris                                    | G. Chelem                                               | 1 085 000 $                                             | Terre (ext.)                                            | Steffi Graf                                             | Martina Navrátilová                                     | 6-4, 4-6, 8-6                                           | Tableau                                                 |
| 81                                | 23-05-1988 | Roland-Garros, Paris                                    | G. Chelem                                               | 1 488 000 $                                             | Terre (ext.)                                            | Steffi Graf                                             | Natasha Zvereva                                         | 6-0, 6-0                                                | Tableau                                                 |
| 82                                | 29-05-1989 | Roland-Garros, Paris                                    | G. Chelem                                               | 1 875 000 $                                             | Terre (ext.)                                            | Arantxa Sánchez                                         | Steffi Graf                                             | 7-66, 3-6, 7-5                                          | Tableau                                                 |
| 83                                | 28-05-1990 | Roland-Garros, Paris                                    | G. Chelem                                               | 2 019 720 $                                             | Terre (ext.)                                            | Monica Seles                                            | Steffi Graf                                             | 7-66, 6-4                                               | Tableau                                                 |
| 84                                | 27-05-1991 | Roland-Garros, Paris                                    | G. Chelem                                               | 2 698 740 $                                             | Terre (ext.)                                            | Monica Seles                                            | Arantxa Sánchez                                         | 6-3, 6-4                                                | Tableau                                                 |
| 85                                | 25-05-1992 | Roland-Garros, Paris                                    | G. Chelem                                               | 3 277 836 $                                             | Terre (ext.)                                            | Monica Seles                                            | Steffi Graf                                             | 6-2, 3-6, 10-8                                          | Tableau                                                 |
| 86                                | 24-05-1993 | Roland-Garros, Paris                                    | G. Chelem                                               | 3 456 143 $                                             | Terre (ext.)                                            | Steffi Graf                                             | Mary Joe Fernández                                      | 4-6, 6-2, 6-4                                           | Tableau                                                 |
| 87                                | 23-05-1994 | Roland-Garros, Paris                                    | G. Chelem                                               | 3 561 928 $                                             | Terre (ext.)                                            | Arantxa Sánchez                                         | Mary Pierce                                             | 6-4, 6-4                                                | Tableau                                                 |
| 88                                | 29-05-1995 | Roland-Garros, Paris                                    | G. Chelem                                               | 3 963 100 $                                             | Terre (ext.)                                            | Steffi Graf                                             | Arantxa Sánchez                                         | 7-5, 4-6, 6-0                                           | Tableau                                                 |
| 89                                | 27-05-1996 | Roland-Garros, Paris                                    | G. Chelem                                               | 4 456 343 $                                             | Terre (ext.)                                            | Steffi Graf                                             | Arantxa Sánchez                                         | 6-3, 6-74, 10-8                                         | Tableau                                                 |
| 90                                | 26-05-1997 | Roland-Garros, Paris                                    | G. Chelem                                               | 4 566 003 $                                             | Terre (ext.)                                            | Iva Majoli                                              | Martina Hingis                                          | 6-4, 6-2                                                | Tableau                                                 |
| 91                                | 25-05-1998 | Roland-Garros, Paris                                    | G. Chelem                                               | 4 105 011 $                                             | Terre (ext.)                                            | Arantxa Sánchez                                         | Monica Seles                                            | 7-65, 0-6, 6-2                                          | Tableau                                                 |
| 92                                | 24-05-1999 | Roland-Garros, Paris                                    | G. Chelem                                               | 4 407 123 $                                             | Terre (ext.)                                            | Steffi Graf                                             | Martina Hingis                                          | 4-6, 7-5, 6-2                                           | Tableau                                                 |
| 93                                | 29-05-2000 | Roland-Garros, Paris                                    | G. Chelem                                               | 4 141 085 $                                             | Terre (ext.)                                            | Mary Pierce                                             | Conchita Martínez                                       | 6-2, 7-5                                                | Tableau                                                 |
| 94                                | 28-05-2001 | Roland-Garros, Paris                                    | G. Chelem                                               | 3 745 147 $                                             | Terre (ext.)                                            | Jennifer Capriati                                       | Kim Clijsters                                           | 1-6, 6-4, 12-10                                         | Tableau                                                 |
| 95                                | 27-05-2002 | Roland-Garros, Paris                                    | G. Chelem                                               | 5 011 256 $                                             | Terre (ext.)                                            | Serena Williams                                         | Venus Williams                                          | 7-5, 6-3                                                | Tableau                                                 |
| 96                                | 26-05-2003 | Roland-Garros, Paris                                    | G. Chelem                                               | 6 225 054 $                                             | Terre (ext.)                                            | Justine Henin                                           | Kim Clijsters                                           | 6-0, 6-4                                                | Tableau                                                 |
| 97                                | 24-05-2004 | Roland-Garros, Paris                                    | G. Chelem                                               | 5 982 126 $                                             | Terre (ext.)                                            | Anastasia Myskina                                       | Elena Dementieva                                        | 6-1, 6-2                                                | Tableau                                                 |
| 98                                | 23-05-2005 | Roland-Garros, Paris                                    | G. Chelem                                               | 5 301 154 $                                             | Terre (ext.)                                            | Justine Henin                                           | Mary Pierce                                             | 6-1, 6-1                                                | Tableau                                                 |
| 99                                | 29-05-2006 | Roland-Garros, Paris                                    | G. Chelem                                               | 6 747 626 $                                             | Terre (ext.)                                            | Justine Henin                                           | Svetlana Kuznetsova                                     | 6-4, 6-4                                                | Tableau                                                 |
| 100                               | 28-05-2007 | Roland-Garros, Paris                                    | G. Chelem                                               | 8 978 567 $                                             | Terre (ext.)                                            | Justine Henin                                           | Ana Ivanović                                            | 6-1, 6-2                                                | Tableau                                                 |
| 101                               | 25-05-2008 | Roland-Garros, Paris                                    | G. Chelem                                               | 9 711 335 $                                             | Terre (ext.)                                            | Ana Ivanović                                            | Dinara Safina                                           | 6-4, 6-3                                                | Tableau                                                 |
| 102                               | 24-05-2009 | Roland-Garros, Paris                                    | G. Chelem                                               | 10 009 638 $                                            | Terre (ext.)                                            | Svetlana Kuznetsova                                     | Dinara Safina                                           | 6-4, 6-2                                                | Tableau                                                 |
| 103                               | 23-05-2010 | Roland-Garros, Paris                                    | G. Chelem                                               | 9 938 926 $                                             | Terre (ext.)                                            | Francesca Schiavone                                     | Samantha Stosur                                         | 6-4, 7-62                                               | Tableau                                                 |
| 104                               | 22-05-2011 | Roland-Garros, Paris                                    | G. Chelem                                               | 10 676 582 $                                            | Terre (ext.)                                            | Li Na                                                   | Francesca Schiavone                                     | 6-4, 7-60                                               | Tableau                                                 |
| 105                               | 27-05-2012 | Roland-Garros, Paris                                    | G. Chelem                                               | 8 487 000 $                                             | Terre (ext.)                                            | Maria Sharapova                                         | Sara Errani                                             | 6-3, 6-2                                                | Tableau                                                 |
| 106                               | 27-05-2013 | Roland-Garros, Paris                                    | G. Chelem                                               | 10 104 000 $                                            | Terre (ext.)                                            | Serena Williams                                         | Maria Sharapova                                         | 6-4, 6-4                                                | Tableau                                                 |
| 107                               | 25-05-2014 | Roland-Garros, Paris                                    | G. Chelem                                               | 11 552 000 $                                            | Terre (ext.)                                            | Maria Sharapova                                         | Simona Halep                                            | 6-4, 6-75, 6-4                                          | Tableau                                                 |
| 108                               | 24-05-2015 | Roland-Garros, Paris                                    | G. Chelem                                               | 13 008 000 $                                            | Terre (ext.)                                            | Serena Williams                                         | Lucie Šafářová                                          | 6-3, 6-72, 6-2                                          | Tableau                                                 |
| 109                               | 23-05-2016 | Roland-Garros, Paris                                    | G. Chelem                                               | 16 008 750 $                                            | Terre (ext.)                                            | Garbiñe Muguruza                                        | Serena Williams                                         | 7-5, 6-4                                                | Tableau                                                 |
| 110                               | 28-05-2017 | Roland-Garros, Paris                                    | G. Chelem                                               | 16 790 000 $                                            | Terre (ext.)                                            | Jeļena Ostapenko                                        | Simona Halep                                            | 4-6, 6-4, 6-3                                           | Tableau                                                 |
| 111                               | 27-05-2018 | Roland-Garros, Paris                                    | G. Chelem                                               | NC                                                      | Terre (ext.)                                            | Simona Halep                                            | Sloane Stephens                                         | 3-6, 6-4, 6-1                                           | Tableau                                                 |
| 112                               | 26-05-2019 | Roland-Garros, Paris                                    | G. Chelem                                               | 23 029 029 $                                            | Terre (ext.)                                            | Ashleigh Barty                                          | Markéta Vondroušová                                     | 6-1, 6-3                                                | Tableau                                                 |
| 113                               | 27-09-2020 | Roland-Garros, Paris                                    | G. Chelem                                               | NC                                                      | Terre (ext.)                                            | Iga Świątek                                             | Sofia Kenin                                             | 6-4, 6-1                                                | Tableau                                                 |
| 114                               | 30-05-2021 | Roland-Garros, Paris                                    | G. Chelem                                               | NC                                                      | Terre (ext.)                                            | Barbora Krejčíková                                      | Anastasia Pavlyuchenkova                                | 6-1, 2-6, 6-4                                           | Tableau                                                 |
| 115                               | 16-05-2022 | Roland-Garros, Paris                                    | G. Chelem                                               | NC                                                      | Terre (ext.)                                            | Iga Świątek                                             | Coco Gauff                                              | 6-1, 6-3                                                | Tableau                                                 |
| 116                               | 28-05-2023 | Roland-Garros, Paris                                    | G. Chelem                                               | NC                                                      | Terre (ext.)                                            | Iga Świątek                                             | Karolína Muchová                                        | 6-2, 5-7, 6-4                                           | Tableau                                                 |
| 117                               | 26-05-2024 | Roland-Garros, Paris                                    | G. Chelem                                               | NC                                                      | Terre (ext.)                                            | Iga Świątek                                             | Jasmine Paolini                                         | 6-2, 6-1                                                | Tableau                                                 |
| 118                               | 07-06-2025 | Roland-Garros, Paris                                    | G. Chelem                                               | NC                                                      | Terre (ext.)                                            | Coco Gauff                                              | Aryna Sabalenka                                         | 6-7, 6-2, 6-4                                           | Tableau                                                 |

## Championnes les plus titrées
Joueuses les plus titrées (au moins 3 titres).

Mis à jour après RG 2024.
| #  | Joueuse                   | Titres | Titres   | Premier | Dernier |
| #  | Joueuse                   | Total  | Ère Open | Premier | Dernier |
| -- | ------------------------- | ------ | -------- | ------- | ------- |
| 1. | Chris Evert               | 7      | 7        | 1974    | 1986    |
| 2. | Steffi Graf               | 6      | 6        | 1987    | 1999    |
| 3. | Margaret Smith Court      | 5      | 3        | 1962    | 1973    |
| 4. | Justine Henin             | 4      | 4        | 2003    | 2007    |
| 4. | Iga Świątek               | 4      | 4        | 2020    | 2024    |
| 4. | Helen Wills               | 4      | 0        | 1928    | 1932    |
| 7. | Arantxa Sánchez Vicario   | 3      | 3        | 1989    | 1998    |
| 7. | Monica Seles              | 3      | 3        | 1990    | 1992    |
| 7. | Serena Williams           | 3      | 3        | 2002    | 2015    |
| 7. | Hilde Krahwinkel Sperling | 3      | 0        | 1935    | 1937    |

| #  | Joueuse         | Titres | Premier | Dernier |    |              |   |      |      |
| -- | --------------- | ------ | ------- | ------- | -- | ------------ | - | ---- | ---- |
| #  | Joueuse         | Titres | Premier | Dernier | 1. | Adine Masson | 5 | 1897 | 1903 |
| 2. | Kate Gillou     | 4      | 1904    | 1908    |    |              |   |      |      |
| -  | Jeanne Matthey  | 4      | 1909    | 1912    |    |              |   |      |      |
| -  | Suzanne Lenglen | 4      | 1920    | 1926    |    |              |   |      |      |

## Nombre de titres par pays
| Pays        | Titres | Premier | Dernier |
| ----------- | ------ | ------- | ------- |
| États-Unis  | 14     | 1928    | 1960    |
| Royaume-Uni | 7      | 1933    | 1966    |
| France      | 6      | 1925    | 1967    |
| Australie   | 4      | 1962    | 1965    |
| Danemark    | 3      | 1935    | 1937    |
| Pays-Bas    | 1      | 1927    | -       |
| Allemagne   | 1      | 1931    | -       |
| Hongrie     | 1      | 1958    | -       |
| Total       | 37     |         |         |

| Pays               | Titres | Premier | Dernier |
| ------------------ | ------ | ------- | ------- |
| États-Unis         | 16     | 1968    | 2025    |
| Allemagne          | 6      | 1987    | 1999    |
| Australie          | 5      | 1969    | 2019    |
| Yougoslavie        | 4      | 1977    | 1992    |
| Belgique           | 4      | 2003    | 2007    |
| Russie             | 4      | 2004    | 2014    |
| Espagne            | 4      | 1989    | 2016    |
| Pologne            | 4      | 2020    | 2024    |
| Roumanie           | 2      | 1978    | 2018    |
| Royaume-Uni        | 1      | 1976    | -       |
| Tchécoslovaquie    | 1      | 1981    | -       |
| Croatie            | 1      | 1997    | -       |
| France             | 1      | 2000    | -       |
| Serbie             | 1      | 2008    | -       |
| Italie             | 1      | 2010    | -       |
| Chine              | 1      | 2011    | -       |
| Lettonie           | 1      | 2017    | -       |
| République tchèque | 1      | 2021    | -       |
| Total              | 57     |         |         |

## Vainqueurs et Finalistes du tableauAll comers
Sur modèle des grandes compétitions internationales telles le tournoi de Wimbledon et la Coupe Davis, un Challenge Round est instauré au Championnat de France entre 1910 et 1922. Le vainqueur du tournoi « All comer's final » (finale du tout-venant) y rencontrait le vainqueur de l'édition précédente. Ci-dessous figure la liste des finalistes du tableau lors des éditions à Challenge Round.
| Date | Vainqueurs           | Finaliste            | Score    |
| 1910 | Germaine Golding     | -                    |          |
| 1911 | Marguerite Broquedis | -                    |          |
| 1912 | Marie Danet          | -                    |          |
| 1913 | Marguerite Broquedis | -                    |          |
| 1914 | Suzanne Lenglen      | Marie Conquet        | 6-4, 6-2 |
| 1920 | Suzanne Lenglen      | Jeanne Vaussard      | 6-1, 6-1 |
| 1921 | Germaine Golding     | Marguerite Broquedis | 6-2, 6-2 |
| 1922 | Germaine Golding     | Marie Conquet        | 8-6, 6-2 |